# 딕 리틀필드
리처드 버나드 리틀필드(영어: Richard Bernard Littlefield, 1926년 3월 18일~1997년 11월 20일)는 미국의 프로 야구 선수로, 포지션은 투수였다. 1950년부터 1958년까지 메이저 리그 베이스볼(MLB)의 보스턴 레드삭스, 시카고 화이트삭스, 디트로이트 타이거스, 세인트루이스 브라운스/볼티모어 오리올스, 피츠버그 파이리츠, 세인트루이스 카디널스, 뉴욕 자이언츠, 시카고 컵스, 밀워키 브레이브스 등지에서 뛰었다. 좌투좌타였으며, 6 피트 (1.8 m)와 180 파운드 (82 kg)의 체격을 갖춘 선수였다.